# St. Willibald (Schambach)

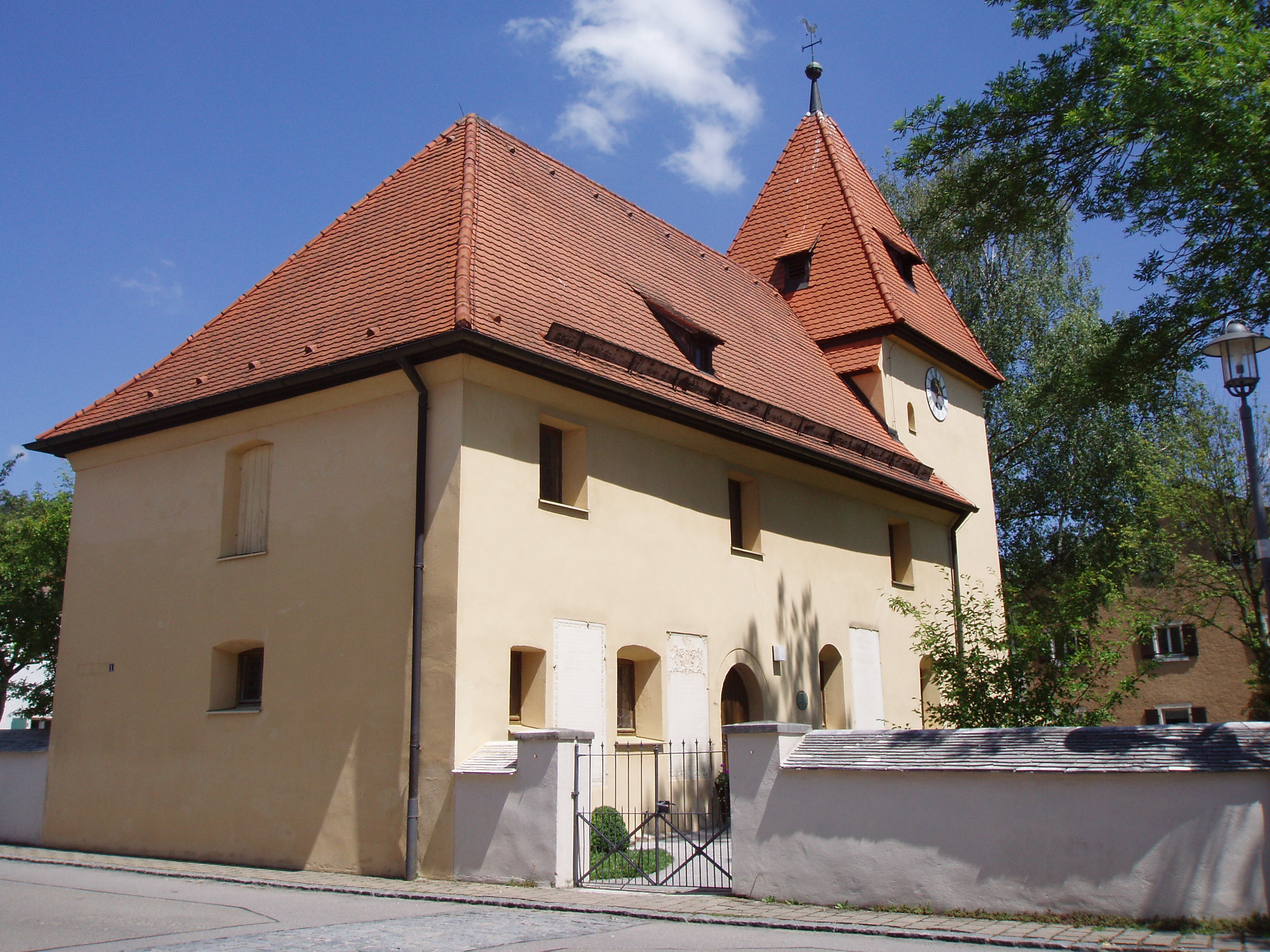
Die Willibald-Kirche

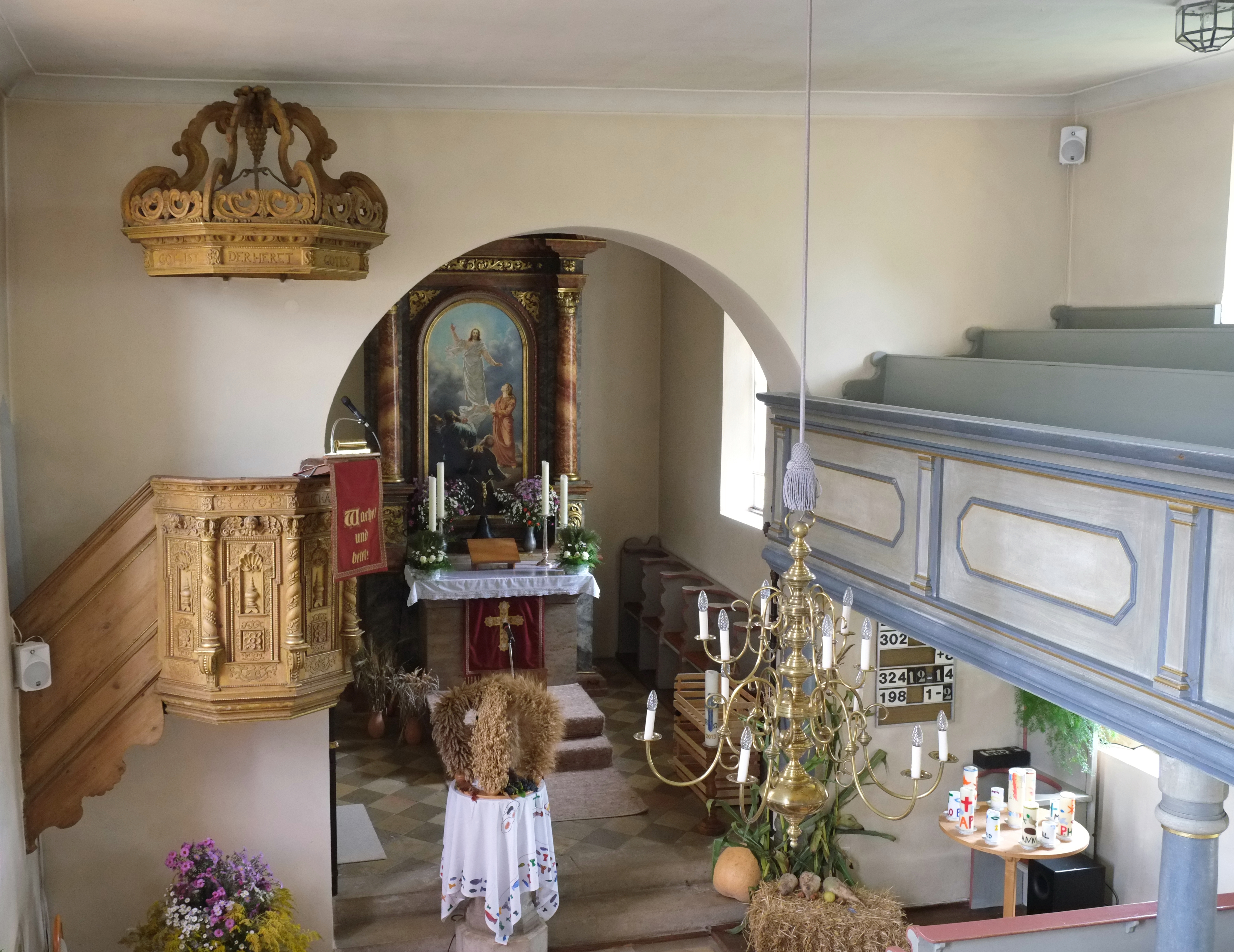
Blick in den Altarraum

Die St.-Willibald-Kirche ist eine evangelisch-lutherische Kirche in Schambach, einem Gemeindeteil der Stadt Treuchtlingen im mittelfränkischen Landkreis Weißenburg-Gunzenhausen. Sie liegt im Evangelisch-Lutherischen Dekanat Pappenheim. Das Gebäude ist unter der Denkmalnummer D-5-77-173-136 als Baudenkmal in die Bayerische Denkmalliste eingetragen. Die mittelalterlichen und frühneuzeitlichen Befunde im Bereich der Kirche sowie ihrer Vorgängerbauten sind zusätzlich als Bodendenkmal (Nummer: D-5-7031-0310) eingetragen. Die postalische Adresse ist Zum Wirtsbuck 1. Kirchenpatrozinium ist der hl. Willibald von Eichstätt.
Die jetzige Kirche innerhalb einer alten Friedhofsummauerung stammt mit dem ältesten Bauteil, dem Chorturm mit breitem Helmdach, aus dem späten 14. Jahrhundert, das Langhaus wurde 1739 neu errichtet. Seit 1480 ist das derzeitige Patrozinium Willibald genannt; das Präsentationsrecht lag beim Marschall von Pappenheim. Bis 1669 war die Dorfkirche eine Filialkirche des drei Kilometer entfernten Dietfurt in Mittelfranken, dann wurde die heutige Doppelpfarrei Dietfurt-Schambach  gebildet. Der zweisäulige Altar von 1722 ist barock mit späterem Altarbild, die Kanzel stammt von 1701. Der Taufstein mit Puttenmasken ist mit 1625 bezeichnet. Unter der Westempore ist ein kastenförmiger Einbau, der „Bauernstand“. Die Friedhofsmauer der Wehrkirche stammt aus dem 19. Jahrhundert.